# Kornel Smržík
Kornel Smržík (9. června 1939 Vavrečka – 20. ledna 2002 Ružomberok) byl slovenský pedagog, básník, výtvarník a politik, po sametové revoluci československý poslanec Sněmovny národů Federálního shromáždění za Verejnosť proti násiliu, později za ODÚ-VPN.

## Biografie
Základní školu absolvoval v rodné obci, střední školu v Námestovu. Od roku 1958 uveřejňoval básně, literární studie a recenze v literárních časopisech (roku 1968 založil literární a umělecký časopis DISKANT). V roce 1961 dokončil studium pedagogiky na Univerzitě Komenského v Bratislavě. V letech 1961–1964 učil na zahraniční fakultě Vojenské akademie Antonína Zápotockého v Brně, pak přešel na střední školy v Ružomberku, kde setrval až do roku 1974, kdy byl propuštěn ze školství pro své postoje z roku 1968. Pracoval pak v Ústředí lidové tvorby v Bratislavě jako výtvarník. Zaměřoval se na zátiší, krajinomalbu, portrétní umění, interiérovou tvorbu aj. Byl zakládajícím členem literární skupiny Luneta. V roce 1984 mu díky přímluvě známé akademické malířky Márie Medvecké vyšla básnická sbírka. Do školství se vrátil po roce 1989.
Ve volbách roku 1990 zasedl za VPN do slovenské části Sněmovny národů (volební obvod Středoslovenský kraj). Na jaře 1991 v souvislosti s rozkladem VPN přestoupil do poslaneckého klubu jedné z nástupnických formací ODÚ-VPN. Ve Federálním shromáždění setrval do voleb roku 1992.
Po roce 1989 zakládal regionální list Ružomberský hlas a působil jako první předseda jeho redakční rady.